# Labuhan Kananga
Labuhan Kananga is een bestuurslaag in het regentschap Bima van de provincie West-Nusa Tenggara, Indonesië. Labuhan Kananga telt 1593 inwoners (volkstelling 2010).